# Vrapče (Tuzla, BiH)
Vrapče je naselje u Gradu Tuzli. Starinsko je naselje smješteno jugoistočno od naselja Tuzle, na padinama Ilinčice, a tek u novije vrijeme sraslo je s gradom.
Nalazi se na istoku grada, južno od rijeke Jale i sjeveroistočno od brda Ilinčice, duž Vrapče potoka, i sjeverno od Orašja. Zabilježeno je još u srednjem vijeku. Tada je bilo malo izdvojeno naselje u blizini srednjovjekovnog naselja Soli postoje tada i manja izdvojena na-selja, dosta povezano s njime. Ista takva naselja izdvojena od Soli su Tušanj, Pločnik, Solina, Dragodol i Kalebić. Urbanim razvitkom grada Tuzle u osmanskim vremenima ta nekadašnja naselja u većini su nestala, a manji dio pripojen je kao gradske mahale ili su ostala ziratna zemljišta s njihovim nazivima (Vrapče, Kalebić...). U Vrapču su se našla neka zemljišta koja su bila dio Turali-begova vakufa.
Danas je u Vrapču puno zelenila i šume.
U Vrapču je sagrađena u novije vrijeme džamija na zemljištu koje je uvakufio Hasib Kajtazović. Početak gradnje bio je rujna 1997. godine.
2010-ih pristupilo se izradi Zoning plana dijela Rekreacionog područja i park šume Ilinčica u Tuzli. Najjužnije locirani objekti graniče s gusto obraslim šumskim površinama ili voćnjacima. 2010-ih godina oživjela su klizišta uočena unutar kompleksa Ilinčica na potezu naselja Orašje-Vrapče u visinskoj zoni u čijem podnožju je evidentirana izgradnja stambenih građevina. Po tome planu Vrapče se nalazi sa sjeverne strane tog područja. Vrapče je danas prostorna cjelina koja je u naravi naselje izgrađeno s individualnim stambenim objektima. Središte grada Tuzle povezano je s područjem Zoning plana lokalnim naseljskim prometnicama kroz Vrapče, Kulu, Mosnik i Mejdan. U istom razdoblju izvedeni su regulacijski radovi na pritocima rijeke Jale i među njima na Vrapče potoku. Normalni proticajni profil dimenzioniran je na vode ranga pojave 1/100, a izveden je zatvoreni protjecajni profil.